# Sabie de ofițer, model 1893

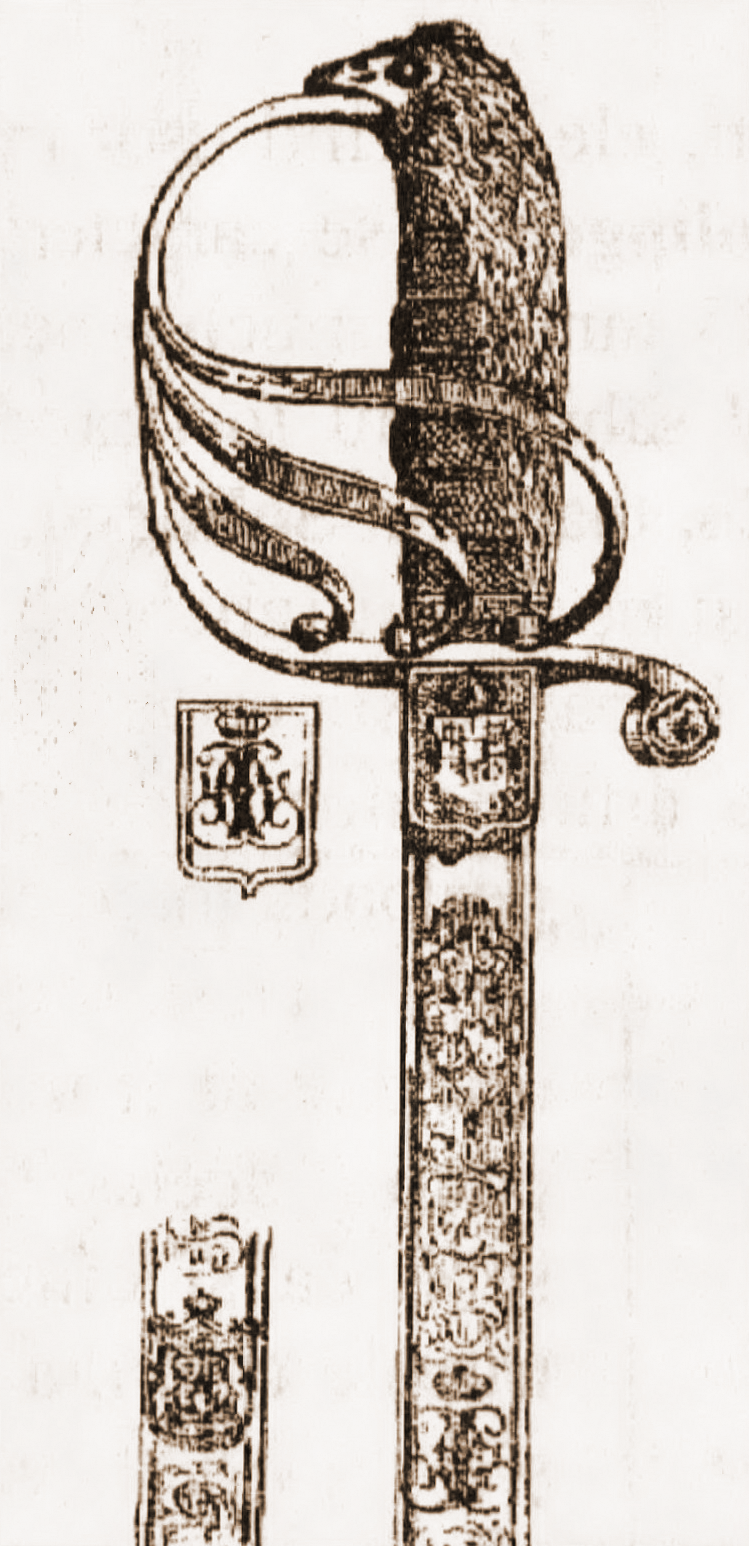
Detaliu constructiv

Sabia de ofițer, model 1893 a fost o armă albă din categoria săbiilor, aflată în dotarea ofițerilor  Armatei României din toate armele, în Primul Război Mondial. Săbiile au fost fabricate de firmele Eisenhauer și Weyersberg-Kirschbaum & Cie - din Solingen, Paul Telge - din Berlin și Fabrica de Toledo, din Toledo. Săbiile aveau lama cu lungimea regulamentară de 950 mm, 1000 mm sau 1050 mm, funcție de înălțimea ofițerului. 
Sabia avea un profil ușor curbat, cu lamă din oțel și mânerul din corn negru având la partea superioară un cap de acvilă care ținea în cioc extremitatea de sus a gărzii. Lama era gravată cu motive florale, având pe partea exterioară cifrul regelui Carol I, iar pe partea interioară stema regală. Garda era confecționată din metal de culoare galbenă, fiind prevăzută cu cinci ramuri. Ramurile exterioare erau gravate cu motive florale. Teaca era confecționată din oțel nichelat, având două brățări și două inele pentru prindere. 